# Casa Borgstrom
La Casa Borgstrom es una casa histórica ubicada en el número 1401 de la calle Cortland en Houston, Texas. Fue inscrita en el Registro Nacional de Lugares Históricos (NRHP) el 14 de mayo de 1984.  Se encuentra dentro de los límites del Área de Recursos Múltiples (MRA) de Houston Heights, designada por el NRHP el 22 de junio de 1983.

## Historia
La casa fue construida en 1902 por Gustaf M. Borgstrom, sastre de profesión, para su familia. Es un ejemplo excepcionalmente bien conservado de las primeras casas de campo construidas en Houston Heights. Incorporada como ciudad en 1896, Houston Heights fue la primera y más grande comunidad completamente planificada de Texas.  Fue desarrollada en 1891 por la Omaha and South Texas Land Company. Los residentes votaron a favor de que Houston anexara la ciudad en 1919.  Ubicada en un amplio terreno esquinero ajardinado con seto, arbustos, árboles y césped, a 1980  estaba ocupado por su nuera.  La Comisión Arqueológica e Histórica de Houston votó por unanimidad para comenzar el proceso de designación permanente como monumento el 24 de agosto de 2006.  Esta designación entró en vigor el 3 de enero de 2007. A 2010  de agosto del  9 es un Monumento Histórico de la Ciudad de Houston dentro del Distrito Histórico Este de Houston Heights y está sujeta a la Ordenanza de Preservación Histórica de la ciudad.

## Edificio
El estilo arquitectónico está catalogado como Stick / Eastlake Reina Ana.  La casa de campo de una planta tiene una planta en forma de L con un hastial saliente. La construcción es de estructura de madera con revestimiento de tablillas sobre pilares de ladrillo. El techo a cuatro aguas está construido con tejas compuestas en forma de diamante con tejas cuadradas y de cola de pez en el hastial. Un porche adosado cuenta con postes torneados, frisos y balaustradas con largueros cuadrados. Todas las ventanas tienen contraventanas. La importancia histórica del edificio reside en ser un ejemplo de la arquitectura típica de las casas de campo construidas en los primeros años del desarrollo de Houston Heights. A 2006 estaba siendo mantenido como una casa histórica por los propietarios y no había sido modificado de manera inapropiada.